# Iso Hietajärvi (sjö i Posio, Lappland, Finland, söder om Livojärvi)
Iso Hietajärvi eller Hietajärvi är en sjö i Finland. Den ligger i kommunen Posio i landskapet Lappland, i den norra delen av landet, 700 km norr om huvudstaden Helsingfors. Iso Hietajärvi ligger 240,7 meter över havet. Den är 12 meter djup. Arean är 2,08 kvadratkilometer och strandlinjen är 9,82 kilometer lång. Sjön  ingår i Ijo älvs huvudavrinningsområde. 